# 青山路街道 (南昌市)
青山路街道，是中华人民共和国江西省南昌市青山湖区下辖的一个乡镇级行政单位。

## 历史沿革
1956年前属郊区塘山乡（今青山湖区塘山镇），1956从中分出成立七里街道，1957年改名为胡村街道，1959年改称塘山街道，1960年改称江纺公社，1961年更名青山路公社，1979年改青山路街道。
1997年时面积为3.2平方千米，人口4.6万，属于东湖区，辖李家庄、童子桥、洪都北大道北、七里街南、街北、青山村、胡村、刘村、新何村、潘坊中、潘坊西11个居委会和江纺南昌发电厂、南昌电化厂2个家委会，办事处驻塘山街22号。有洪都北大道、青山路等16条街巷。

2004年9月7日国务院批准南昌市部分行政区划调整，青山路街道的潘坊、电化、塘山北、塘山南、纺园一、纺园二、纺园三7个居委会

## 行政区划
青山路街道下辖以下地区：
塘山南社区、电化社区、塘山北社区、潘坊社区、纺园一家委会、纺园二家委会和纺园三家委会。